# Морозівська сільська рада (Малинський район)
Морозівська сільська рада (до 1965 року — Рутвянська сільська рада) — колишня адміністративно-територіальна одиниця та орган місцевого самоврядування у Базарському і Малинському районах Коростенської і Волинської округ, Київської й Житомирської областей Української РСР та України з адміністративним центром у селі Морозівка (до 1965 року — у с. Рутвянка).

## Населені пункти
Сільській раді були підпорядковані населені пункти:
- с. Морозівка
- с. Вороб'ївщина
- с. Нова Гута
- с. Нова Рутвянка
- с. П'ятидуб
- с. Рутвянка
- с. Свиридівка
- с. Стара Гута

## Населення
Кількість населення ради, станом на 1923 рік, становила 2 194 особи, кількість дворів — 467.
Станом на 1 жовтня 1941 року сільська рада нараховувала 430 дворів та 1 617 мешканців, в тому числі: чоловіків — 670 та жінок — 947.
Відповідно до результатів перепису населення 1989 року, кількість населення ради, станом на 12 січня 1989 року, становила 961 особу.
Станом на 5 грудня 2001 року, відповідно до перепису населення України, кількість мешканців сільської ради становила 640 осіб.

## Склад ради
Рада складалася з 14 депутатів та голови.

### Керівний склад попередніх скликань
| ПІБ                      | Основні відомості                                                               | Дата обрання | Дата звільнення |
| ------------------------ | ------------------------------------------------------------------------------- | ------------ | --------------- |
| Микита Галина Михайлівна | Сільський голова, 1958 року народження, освіта середня спеціальна, позапартійна | 26.03.2006   | 31.10.2010      |
| Микита Галина Михайлівна | Сільський голова, 1958 року народження, освіта середня спеціальна, позапартійна | 31.10.2010   |                 |

Примітка: таблиця складена за даними джерела

## Історія
Створена 1923 року як Рутвянська сільська рада, в складі сіл Вишів, Гусківка (згодом — Гуска), Рутвянка, хутора Свиридівка та колонії Лісна (згодом — Лісна Колона) Ново-Вороб'ївської волості Овруцького повіту Волинської губернії.
Станом на 1 вересня 1946 року сільська рада входила до складу Базарського району Житомирської області, на обліку в раді перебували села Вишів, Гуска, Лісна Колона, Нова Рутвянка, Рутвянка та Свиридівка.
2 вересня 1954 року, відповідно до рішення Житомирського облвиконкому № 1087 «Про перечислення населених пунктів в межах районів Житомирської області», с. Вишів передане до складу П'ятидубської сільської ради Базарського району. 14 березня 1960 року, відповідно до рішення Житомирського облвиконкому № 227 «Про зміни в адміністративно-територіальному поділі сільських рад Малинського р-н.», сільській раді підпорядковані села Мар'їн Підварок (згодом — Морозівка), Нова Гута та Стара Гута ліквідованої Старовороб'ївської сільської ради, села Гуска та Лісна Колона передані до складу Дубрівської сільської ради Малинського району. 28 квітня 1965 року, відповідно до рішення Житомирського облвиконкому № 240 «Про перенесення адміністративних центрів окремих сільрад», адміністративний центр перенесено до с. Морозівка з перейменування ради на Морозівську.
На 1 січня 1972 року сільська рада входила до складу Малинського району Житомирської області, на обліку в раді перебували села Морозівка, Нова Гута, Нова Рутвянка, Рутвянка, Свиридівка та Стара Гута.
10 травня 1972 року, відповідно до рішення ЖОВК № 194 «Про ліквідацію, утворення окремих сільрад та зміни в адміністративному підпорядкуванні деяких населених пунктів Любарського і Малинського районів», до складу ради включено села Березівка, Вороб'ївщина та П'ятидуб Вишівської сільської ради Малинського району. 9 грудня 1985 року с. Березівка зняте з обліку.
Виключена з облікових даних 17липня 2020 року. Територію та населені пункти ради, відповідно до розпорядження Кабінету Міністрів України № 711-р від 12 червня 2020 року «Про визначення адміністративних центрів та затвердження територій територіальних громад Житомирської області», включено до складу Малинської міської територіальної громади Коростенського району Житомирської області.
Входила до складу Базарського (7.03.1923 р.) та Малинського (21.01.1959 р.) районів.